# Монток (Њујорк)
Монток (енгл. Montauk) насељено је место без административног статуса у америчкој савезној држави Њујорк.

## Демографија
По попису из 2010. године број становника је 3.326, што је 525 (-13,6%) становника мање него 2000. године.
| Група             | 2000.         | 2010.         |
| Белци             | 2.830 (73,5%) | 2.644 (79,5%) |
| Афроамериканци    | 33 (0,9%)     | 94 (2,8%)     |
| Азијати           | 32 (0,8%)     | 30 (0,9%)     |
| Хиспаноамериканци | 921 (23,9%)   | 537 (16,1%)   |
| Укупно            | 3.851         | 3.326         |